# Alliance thématique de recherche

L'alliance AllEnvi est l'une des cinq alliances thématiques de recherche créées entre mars 2009 et juin 2010, à la suite de la mise en place de la Stratégie nationale pour la recherche et l'innovation (SNRI).

En France, les alliances thématiques de recherche (ou « alliances de coordination de la recherche », ou simplement « Alliances ») sont des groupes de concertation chargés de réunir les principales institutions de la recherche publique dans le but principal de coordonner, dans certains secteurs identifiés, les priorités de la recherche et du développement en lien avec les organes du ministère chargé de la Recherche, tel l'Agence nationale de la recherche (ANR).
Elles ont été créées à partir de 2009 dans le cadre du lancement, par le ministère, de la Stratégie nationale pour la recherche et l'innovation (SNRI), qui identifiait trois axes de développement prioritaires : (1) la santé, le bien-être, l'alimentation et les biotechnologies ; (2) l'urgence environnementale et les écotechnologies ; (3) l'information, la communication et les nanotechnologies. La liste ci-dessous répertorie les cinq alliances créées entre mars 2009 et juin 2010, dans la continuité de la SNRI :
- AVIESAN, Alliance nationale pour les sciences de la vie et de la santé (créée le 8 avril 2009) ;
- ANCRE, Alliance nationale de coordination de la recherche pour l’énergie (17 juillet 2009) ;
- ALLISTENE, Alliance des sciences et technologies du numérique (17 décembre 2009) ;
- AllEnvi, Alliance nationale de recherche pour l’environnement (9 février 2010) ;
- ATHENA, Alliance nationale des sciences humaines et sociales (22 juin 2010).

## Sources